# Chalybea peruviana
Chalybea peruviana är en tvåhjärtbladig växtart som beskrevs av M .E. Morales och Penneys. Chalybea peruviana ingår i släktet Chalybea och familjen Melastomataceae. Inga underarter finns listade i Catalogue of Life.